# سفارة فرنسا في الصين
سفارة فرنسا في الصين هي أرفع تمثيل دبلوماسي لدولة فرنسا لدى الصين. تقع السفارة في وهي تهدف لتعزيز المصالح الفرنسية في الصين.

## وصلات خارجية
- الموقع الرسمي
- قائمة سفارات فرنسا
- قائمة السفارات في الصين